# Марек Шафін
Марек Шафін (словац. Marek Šafin) — словацький дипломат латвійського походження. Надзвичайний і Повноважний Посол Словацької Республіки в Україні (2018-2024).

## Життєпис
З 1991 року — на дипломатичній роботі в МЗС Словаччини.
У 2010—2014 рр. — працював радником Посольства Словацької Республіки в Україні; заступником посла в Посольстві Словаччини в Києві.
У 2013 році — тимчасовий повірений у справах Словаччини в Україні.
У 2014—2018 рр. — директор департаменту країн Східної Європи, Південного Кавказу та Центральної Азії МЗС Словаччини.
З 10 липня 2018 — Надзвичайний і Повноважний Посол Словацької Республіки в Україні
16 серпня 2018 — вручив копії вірчих грамот заступнику Міністра закордонних справ України Василю Боднару.
21 вересня 2018 року — вручив вірчі грамоти Президенту України Петру Порошенку.

## Особисте життя
Одружений, має двох синів та доньку.